# Desert Hot Springs
Desert Hot Springs är en stad (city) i Riverside County, i delstaten Kalifornien, USA. Enligt United States Census Bureau har staden en folkmängd på 27 672 invånare (2011) och en landarea på 61,2 km².